# Trehaugsbleikja
Trehaugsbleikja ou Trehaugbleikja est une île dans le landskap Sunnhordland du comté de Vestland. Elle appartient administrativement à Fitjar.

## Géographie
Rocheuse et en grande partie désertique, à fleur d'eau, elle s'étend sur environ 120 m de longueur pour une largeur approximative de 55 m.